# Geretsried
Geretsried település Németországban, azon belül Bajorországban. Lakosainak száma 25 863 fő (2023. december 31.). Geretsried Eurasburg, Königsdorf és Egling községekkel határos.

## Népesség
A település népessége az elmúlt években az alábbi módon változott:
| Lakosok száma | 2260 | 17 330 | 20 722 | 23 219 | 23 610 | 24 392 | 24 483 | 25 275 | 25 221 | 25 863 |
|               | 1950 | 1975   | 1987   | 2012   | 2013   | 2015   | 2016   | 2019   | 2021   | 2023   |

## Fekvése
Münchentől 35 km-el délre, Wolfratshausen déli szomszédjában,Starnbergi-tó-tól 10 km-el keletre a Loisach és Isar folyók között fekvő település.

## története
Nevét 1083-ban említették először az írásos források "Gerratesried" néven. Később a település neve "Geroldsried" vagy Geroltzried. 1736-tól a Geretsried helynevet használták.